# Goniec Czerwony
Goniec Czerwony – komunistyczne czasopismo, oficjalny organ prasowy Tymczasowego Komitetu Rewolucyjnego Polski (Polrewkomu), wydawane w Białymstoku w 1920, podczas krótkotrwałej okupacji miasta przez sowietów.
Pismo zastąpiło wydawane wcześniej "Wiadomości Białostockiego Powiatowego Komitetu Wojenno-Rewolucyjnego". Pisywali w nim m.in. Julian Marchlewski i Feliks Kon. Redagował je Tadeusz Radwański. Od 17 sierpnia 1920 obok winiety tytułowej umieszczono dwa stałe hasła: „Pod broń robotnicy polscy! Zapisujcie się do szeregów Armii Czerwonej!” (wyżej), oraz: „Brońcie waszej ojczyzny robotniczej przeciwko międzynarodowej szajce wyzyskiwaczy kapitalistycznych!” (niżej).